# Lechada (metalurgia)

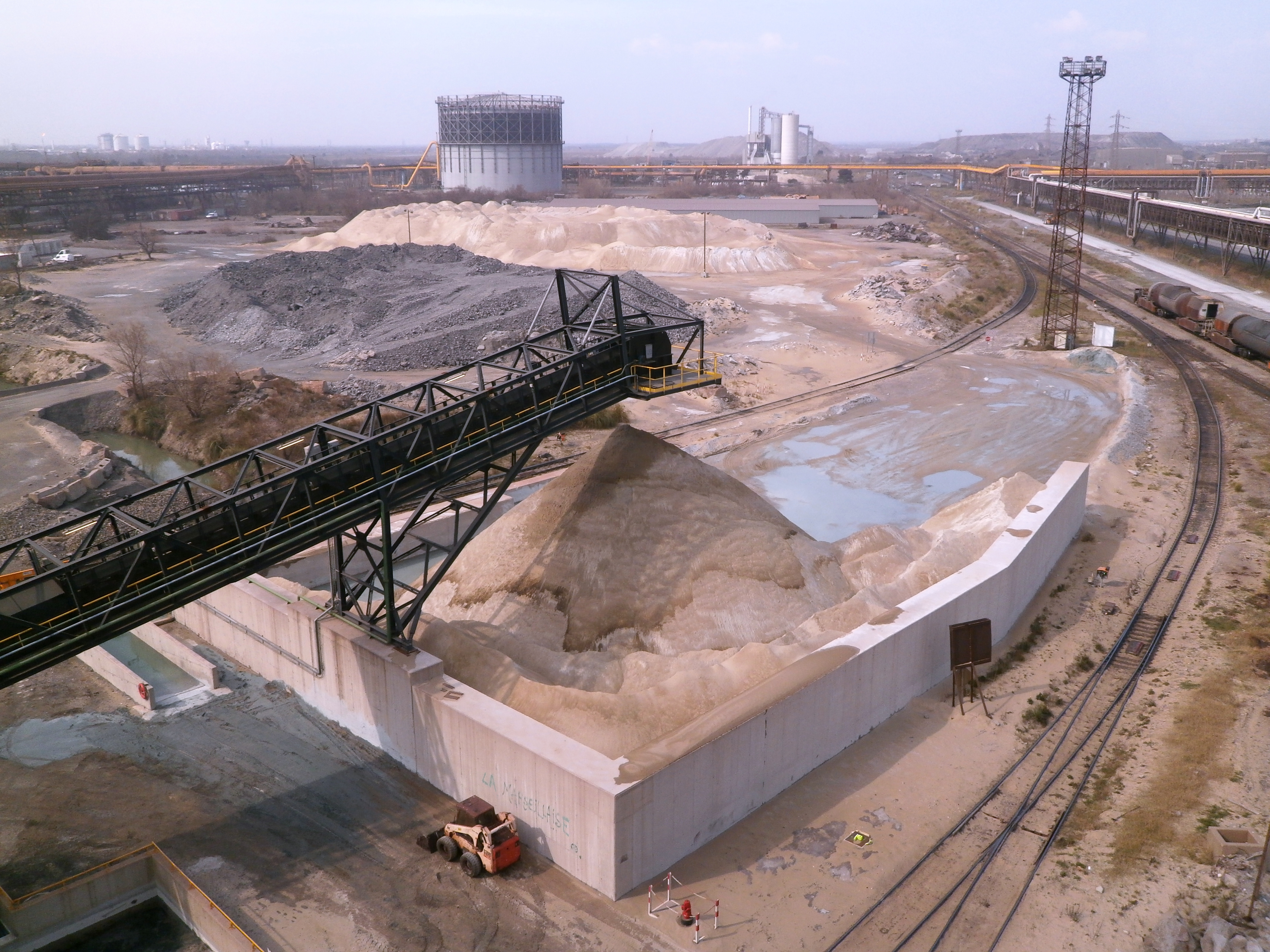
Montón de escoria de alto horno en la planta siderúrgica de Arcelor Mittal en Fos-sur-Mer: escoria vitrificada (en beige claro, cono en primer plano y montón en segundo plano) y cristalizada (en gris, centro izquierda). Al fondo, de izquierda a derecha: un gasómetro de gas de alumbrado y la fábrica de molienda de escoria vitrificada.
Su composición química es estrictamente idéntica, y solo varía el modo de enfriamiento

En siderurgia, el término lechada (traducción de la palabra francesa "laitier") se usa para denominar a las escorias líquidas que se forman durante la obtención de metales por fusión. Es una mezcla principalmente de silicatos, aluminatos y cal, con varios óxidos metálicos (excepto óxidos de hierro). Sus funciones en la metalurgia de los metales ferrosos fundidos son múltiples.
Resultado de la actividad de los altos hornos, es un subproducto apreciado como material de relleno en construcción o como materia prima para la fabricación de cemento. Las escorias fosforadas molidas obtenidas a partir del proceso Thomas para producir acero, utilizadas como fertilizante agrícola, se convirtieron en un importante recurso para la industria siderúrgica a principios de siglo XX, precedente inmediato de la moderna valorización de las escorias como resultado de la optimización económica de los procesos de la industria siderúrgica.

## Definición

### Elementos etimológicos
Según el diccionario francés Le Petit Robert, el término se ha utilizado en metalurgia desde al menos 1676. Su etimología conduce inmediatamente a la palabra "leche". De hecho, cuando están completamente libres de hierro, las escorias de un alto horno tienen una blancura y un aspecto que recuerda a la leche hirviendo. Es una palabra propia del oficio de fundidor:

"Laitier" (lechada) es un término usado por los fundidores que traduce bien en su metáfora espontánea la deslumbrante blancura de la escoria que flota en el baño de hierro fundido, mientras que los trabajos académicos utilizan más bien la palabra "escoria".
Pierre Masson (Dix-Huitième Siècle, 1991)

### Acepción moderna
Lechada es el nombre que reciben las escorias de la metalurgia del hierro y sus compuestos:

Se denominan "lechadas" a las escorias libres de hierro en la metalurgia del hierro y de las ferroaleaciones, reservándose el término escoria para las escorias ferruginosas en la metalurgia de los metales no ferrosos. También se llama lechadas a las sales fundentes procedentes por ejemplo de la reducción electrolítica de halogenuros.
Pierre Blazy & El-Aid Jdid (Introduction à la métallurgie extractive)

Para los altos hornos, "la expresión subproducto se utilizó durante mucho tiempo sin que nadie la criticara… Sin embargo, para mostrar que la valorización de las escorias era un objetivo en sí mismo, esta palabra fue sustituida en la década de 1980 por el término coproducto". El debate semántico era el mismo para las escorias de los convertidores Thomas, que tenían que ser lo más ricas posible en fósforo para justificar su uso como fertilizante. En cambio, para las demás escorias siderúrgicas, su reutilización rara vez era rentable: se trataba de subproductos sin interés económico.

## Obtención
La lechada se genera durante la producción de metales fundidos. Su baja densidad (2,4 tn/m³) hace que flote sobre el metal en estado líquido, que se separa fácilmente de la escoria porque es un compuesto iónico, no miscible con el metal fundido.

### Escoria de alto horno
La lechada es un subproducto resultante de la fabricación de arrabio en un alto horno. Su origen es la ganga, la parte estéril del mineral procesado, a la que se le suman las cenizas procedentes de la combustión del coque. La cantidad de escoria producida se corresponde directamente con la riqueza del mineral de hierro utilizado. Para un alto horno moderno que opera con minerales ricos en hierro, generalmente se alcanza una proporción de 180 a 350 kg de escoria por cada tonelada de hierro fundido producido, aunque es posible obtener cifras más bajas (del orden de 100 kg/t) en un alto horno que consuma carbón vegetal, o muy superiores (del orden de 1300 kg/t) cuando se usan minerales pobres y combustible barato. Esta última cifra era clásica en el siglo XVIII, aunque el contenido de hierro en el mineral superase el 5%.
La lechada permite controlar la composición de la fundición (en particular eliminando el azufre, elemento indeseable, pero también las sustancias alcalinas, que perturban el funcionamiento del alto horno y al control del desgaste de los refractarios.
Sin embargo, desde el punto de vista térmico, la fusión de la escoria es un proceso estéril, aunque su entalpía, del orden de 1800 MJ/t, corresponde solo al 3,5% del balance energético total del alto horno. Su valor, aunque no del todo despreciable, es mucho menos interesante que el del hierro fundido. Se han abandonado así los minerales de hierro pobres, como el denominado minette lorraine, que inducen un mayor consumo de coque en el alto horno, ya que la cantidad de material a calentar es mayor. De hecho, incluso para un alto horno que funcione con minerales ricos en hierro, el volumen de escoria es idéntico al del hierro fundido producido (debido a la diferencia de densidad). Por otro lado, el precio de venta de la escoria granulada supone menos del 5% del costo de producción del hierro fundido.
| Composiciones típicas de escoria de hierro (en % en peso) | Composiciones típicas de escoria de hierro (en % en peso) | Composiciones típicas de escoria de hierro (en % en peso) | Composiciones típicas de escoria de hierro (en % en peso) | Composiciones típicas de escoria de hierro (en % en peso) | Composiciones típicas de escoria de hierro (en % en peso) | Composiciones típicas de escoria de hierro (en % en peso) | Composiciones típicas de escoria de hierro (en % en peso) | Composiciones típicas de escoria de hierro (en % en peso) | Composiciones típicas de escoria de hierro (en % en peso) |
| Tipo de lechada                                           | FeO, / Fe 2O 3                                            | MnO                                                       | SiO 2                                                     | Al 2O 3                                                   | CaO                                                       | MgO                                                       | P 2O 5                                                    | TiO 2                                                     | S                                                         |
| --------------------------------------------------------- | --------------------------------------------------------- | --------------------------------------------------------- | --------------------------------------------------------- | --------------------------------------------------------- | --------------------------------------------------------- | --------------------------------------------------------- | --------------------------------------------------------- | --------------------------------------------------------- | --------------------------------------------------------- |
| Alto horno (arrabio de hematita)                          | 0,16 -0,2                                                 | < 1                                                       | 34 - 36                                                   | 10 - 12                                                   | 38 - 41                                                   | 7 - 10                                                    |                                                           | 1                                                         | 1 - 1,5                                                   |
| Cubilote                                                  | 0,5 - 2,5                                                 | 1 - 2                                                     | 25 - 30                                                   | 5 - 15                                                    | 45 - 55                                                   | 1 - 2                                                     |                                                           |                                                           |                                                           |

La escoria de alto horno, con una composición química muy estable, se utiliza a menudo en la fabricación de cemento (BFS-OPC) o, más ocasionalmente, en la fabricación de vidrio: luego se granula o se priocesa en forma de arena. Esta arena se obtiene por enfriamiento brusco en contacto con el agua para fracturarla y vitrificarla. La escoria también se puede verter en un pozo, donde cristaliza y se agrieta después de un enfriamiento lento: luego se destina a obras públicas (como balasto o en mezclas asfálticas). Si cumple con unas estrictas condiciones de calidad, también se puede utilizar en la fabricación de lana de vidrio.
|  |  |  |  |

### Escoria de acería

#### Escoria metalúrgica primaria (o escoria negra)
En una acería, la escoria proviene tanto de los convertidores, donde está altamente oxidada, como de la metalurgia en un cucharón o en hornos eléctricos. Por una tonelada de acero producido, se generan entre 150 y 200 kg de escorias siderúrgicas, independientemente del sector (alto horno - convertidor o fundición de chatarra).
La escoria de un convertidor (o escoria negra) se produce por oxidación de elementos indeseables (como silicio y fósforo) o por la oxidación inevitable de otros elementos vinculada al proceso (como hierro y manganeso). Estos óxidos se diluyen en materiales destinados a dar a la escoria un carácter más o menos básico o viscoso, y generalmente son de crácter básico, como cal magnesia o espato de flúor.
| Composiciones típicas de las escorias metalúrgicas primarias (en % en peso, al final del afinado) | Composiciones típicas de las escorias metalúrgicas primarias (en % en peso, al final del afinado) | Composiciones típicas de las escorias metalúrgicas primarias (en % en peso, al final del afinado) | Composiciones típicas de las escorias metalúrgicas primarias (en % en peso, al final del afinado) | Composiciones típicas de las escorias metalúrgicas primarias (en % en peso, al final del afinado) | Composiciones típicas de las escorias metalúrgicas primarias (en % en peso, al final del afinado) | Composiciones típicas de las escorias metalúrgicas primarias (en % en peso, al final del afinado) | Composiciones típicas de las escorias metalúrgicas primarias (en % en peso, al final del afinado) | Composiciones típicas de las escorias metalúrgicas primarias (en % en peso, al final del afinado) |
| Tipo de lechada                                                                                   | FeO / Fe2O3                                                                                       | MnO                                                                                               | SiO2                                                                                              | Al2O3                                                                                             | CaO                                                                                               | MgO                                                                                               | P2O5                                                                                              | S                                                                                                 |
| ------------------------------------------------------------------------------------------------- | ------------------------------------------------------------------------------------------------- | ------------------------------------------------------------------------------------------------- | ------------------------------------------------------------------------------------------------- | ------------------------------------------------------------------------------------------------- | ------------------------------------------------------------------------------------------------- | ------------------------------------------------------------------------------------------------- | ------------------------------------------------------------------------------------------------- | ------------------------------------------------------------------------------------------------- |
| Convertidor Bessemer original                                                                     | 15                                                                                                | 7                                                                                                 | 75                                                                                                | 3                                                                                                 |                                                                                                   |                                                                                                   | 0                                                                                                 |                                                                                                   |
| Convertidor Thomas original                                                                       | 17                                                                                                | 9                                                                                                 | 15                                                                                                |                                                                                                   | 37                                                                                                | 10                                                                                                | 12                                                                                                | 0,5                                                                                               |
| Thomas mejorado                                                                                   | 10                                                                                                | 3                                                                                                 | 7                                                                                                 | 2                                                                                                 | 52                                                                                                | 5                                                                                                 | 20                                                                                                | 0,3                                                                                               |
| Convertidor tipo OLP                                                                              | 12                                                                                                | 4                                                                                                 | 7                                                                                                 |                                                                                                   | 57                                                                                                |                                                                                                   | 20                                                                                                |                                                                                                   |
| Convertidor tipo LD                                                                               | 20                                                                                                | 7                                                                                                 | 13                                                                                                |                                                                                                   | 48                                                                                                |                                                                                                   | 2                                                                                                 |                                                                                                   |
| Horno de arco eléctrico con tratamiento OLP                                                       | 20 - 30                                                                                           |                                                                                                   | 7                                                                                                 |                                                                                                   | 50                                                                                                |                                                                                                   | 1 - 2,5                                                                                           |                                                                                                   |

#### Escoria de metalurgia secundaria (o escoria blanca)

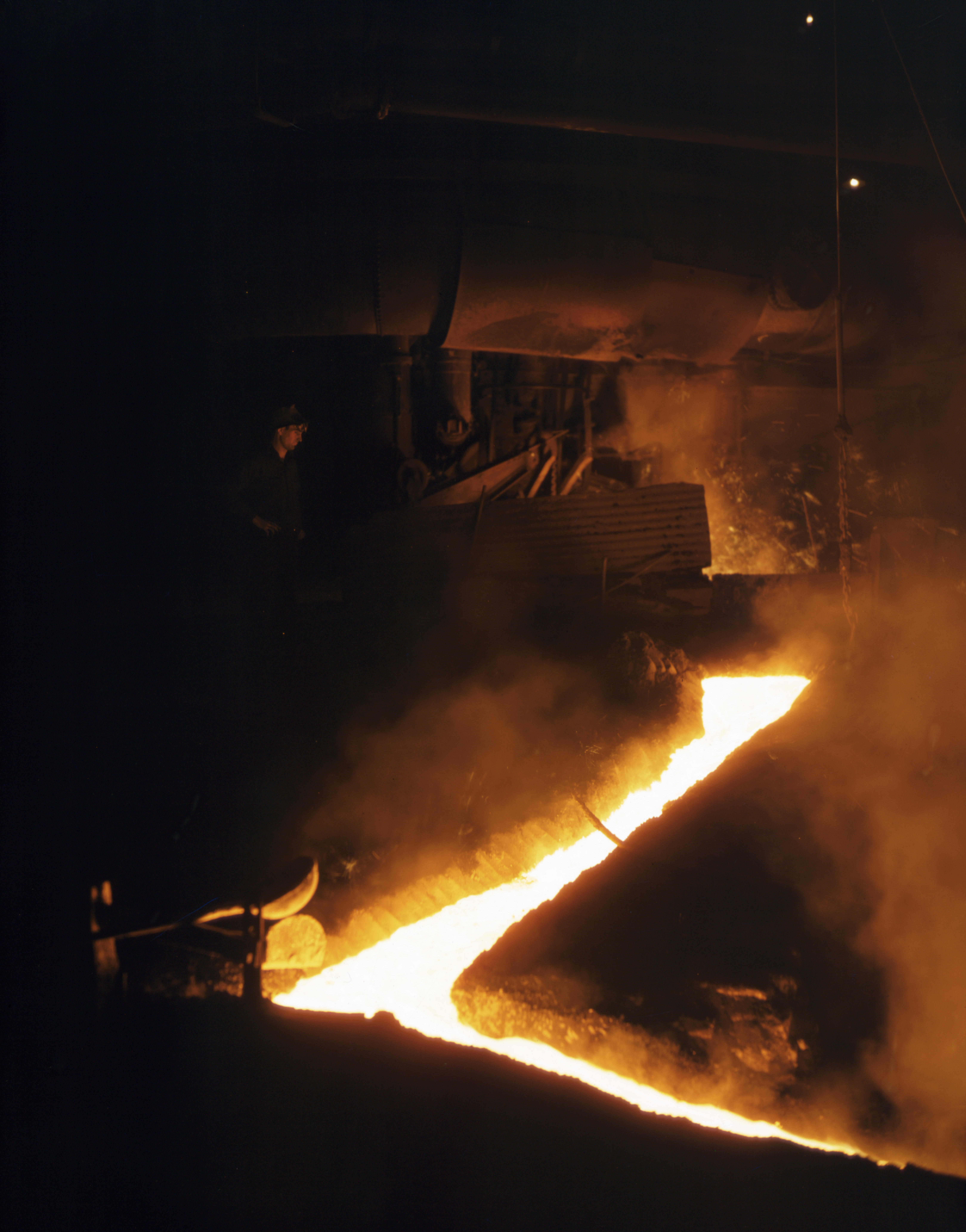
Escoria fundida fluyendo en un canal, a la salida de un convertidor Martin-Siemens (1941)

El papel de la escoria metalúrgica secundaria (o escoria blanca) es tan variable como complejo. Reúne impurezas y elementos químicos no deseados mediante la absorción de inclusiones de óxidos disueltas en el metal, generalmente para "calmarlo". Para ello, es fundamental gestionar su composición, de modo que sea reactivo. Por ejemplo, un alto contenido de cal y flúor promoverá la captura de inclusiones de alúmina, que son ácidas. Sin embargo, esta escoria también debe ser inactiva respecto al material de los ladrillos refractarios, por lo que la composición de las escorias en el proceso de afinado se convierte en hallar una solución de compromiso entre ambas condiciones.
Además, ciertos óxidos de la escoria, como el FeO, pueden oxidar adiciones para obtener aleaciones como el ferrotitanato, el aluminio, o el ferroboro. En estos casos, estos elementos se consumen antes de llegar al metal líquido, y su oxidación es, por tanto, un desperdicio. Una cantidad excesiva de escoria, o un proceso de reducción-oxidación de la escoria mal controlado puede suponer un coste prohibitivo.
En la metalurgia en cucharón o metalurgia secundaria, las herramientas relacionadas con el procesamiento de escoria generalmente consisten en un "rastrillo" para "desnatar" la escoria flotante sobre el acero líquido. Un sistema de tolvas permite la adición de productos destinados a ajustar su composición.
La escoria de acería es generalmente de composición cal-alúmina, para aceros al carbono destinados a obtener productos planos, y cal-sílice para aceros al carbono destinados a productos largos. Para aceros inoxidables, su alto contenido de cromo los hace inadecuados para su uso como rellenos, pero su reciclaje interno en la acería es económicamente atractivo.
| Composiciones típicas de escorias metalúrgicas secundarias (en % en peso, al final del afinado) | Composiciones típicas de escorias metalúrgicas secundarias (en % en peso, al final del afinado) | Composiciones típicas de escorias metalúrgicas secundarias (en % en peso, al final del afinado) | Composiciones típicas de escorias metalúrgicas secundarias (en % en peso, al final del afinado) | Composiciones típicas de escorias metalúrgicas secundarias (en % en peso, al final del afinado) | Composiciones típicas de escorias metalúrgicas secundarias (en % en peso, al final del afinado) | Composiciones típicas de escorias metalúrgicas secundarias (en % en peso, al final del afinado) | Composiciones típicas de escorias metalúrgicas secundarias (en % en peso, al final del afinado) | Composiciones típicas de escorias metalúrgicas secundarias (en % en peso, al final del afinado) |
| Tipo de lechada                                                                                 | FeO / Fe 2O 3                                                                                   | MnO                                                                                             | SiO 2                                                                                           | Al 2O 3                                                                                         | CaO                                                                                             | MgO                                                                                             | P 2O 5                                                                                          | S                                                                                               |
| ----------------------------------------------------------------------------------------------- | ----------------------------------------------------------------------------------------------- | ----------------------------------------------------------------------------------------------- | ----------------------------------------------------------------------------------------------- | ----------------------------------------------------------------------------------------------- | ----------------------------------------------------------------------------------------------- | ----------------------------------------------------------------------------------------------- | ----------------------------------------------------------------------------------------------- | ----------------------------------------------------------------------------------------------- |
| Acero calmado al aluminio (lechada desulfurante)                                                | 0                                                                                               | 0                                                                                               | 10                                                                                              | 35                                                                                              | 45                                                                                              | 10                                                                                              |                                                                                                 | 0,1                                                                                             |

### Escoria de soldadura
La costra que se forma en el proceso de soldadura también se denomina lechada, que protege la unión del oxígeno del aire y lo aísla térmicamente.
En la soldadura con electrodos revestidos, es el revestimiento el que se funde para crear la lechada.
Los electrodos se distinguen entonces según su revestimiento:
- Revestimiento básico (rico en cal), de difícil aplicación, pero que proporciona una excelente resistencia mecánica.
- Revestimiento ácido (rico en sílice), más fácil de usar.

## Proceso físico-química
Cuando está fundida, la lechada es una solución de óxidos. Los más frecuentes son el FeO, el Fe
2O
3, el SiO
2, la Al
2O
3, el CaO y el MgO. También puede haber algo de sulfuros, pero la presencia de cal y alúmina disminuye su solubilidad.
La geometría molecular de una lechada fundida se puede distinguir según tres grupos de óxidos: ácidos, básicos y neutros. Los óxidos ácidos más comunes son la sílice y la alúmina. Cuando estos óxidos están en fusión, forman complejas cadenas polimerizadas. Las escorias ácidas son por lo tanto muy viscosas, y por lo tanto, difícilmente asimilan los óxidos ácidos presentes en el metal fundido.
Los óxidos básicos, como la cal o la magnesia, se disuelven en una escoria ácida como compuestos iónicos, que rompen las cadenas moleculares de los óxidos ácidos en unidades más pequeñas. La escoria se vuelve entonces menos viscosa, y la asimilación de otros óxidos ácidos también se vuelve más fácil. Hasta cierto límite, la adición de óxidos básicos en una escoria ácida, o de óxidos ácidos en una escoria básica, disminuye el punto de fusión.
Finalmente, los óxidos neutros (de hecho ligeramente ácidos), como wustita (FeO) o el óxido de cobre (Cu
2O), reaccionan poco con las cadenas de óxido.
En general, su conductividad eléctrica varía mucho con la temperatura y aumenta con la basicidad y el contenido de óxidos de cobre y hierro. La tensión superficial depende poco de la temperatura y aumenta con la acidez.

## Rentabilización de las escorias

### Clasificación
Varias calidades de lechadas están presentes en el mercado. En primer lugar se pueden clasificar según su origen:
- Lechadas de alto horno (HF)
- Lechadas de acería eléctrica
- Lechadas de convertidor con oxígeno (LD)

También se pueden clasificar según la forma en que han sido transformadas:
- Vitrificada por choque térmico al mezclarse con agua (75% en 2010): se suministra en forma de arena húmeda que se dedica a la producción de cemento, en la que puede reemplazar a parte del clínker.
- Cristalizada por vertido en un pozo donde se enfría lentamente (23% en 2010): el producto obtenido es una roca porosa pero resistente, generalmente utilizada como relleno en la construcción.
- En forma de pelets (2% en 2010): la propia escoria más o menos vitrificada, con una cierta dispersión granulométrica, también puede ser molida para ser utilizada como conglomerante hidráulico.
- Transformada en lana de vidrio (mediante enfriamiento rápido con aire y vapor) o espuma de vidrio (enfriamiento lento con poca agua): estos dos procesos acumulan una producción muy baja.
- Transformada en ladrillos: siendo la iglesia de Marnaval (Alto Marne) el único ejemplo en Francia de un uso de este tipo en un edificio religioso.

Las escorias granuladas y peletizadas generalmente se producen mediante la proyección de agua a presión sobre la escoria fundida procedente directamente del alto horno. El producto obtenido es una arena fina y homogénea. En casos raros, el enfriamiento se realiza con aire, pero esta práctica se ve limitada por muchos inconvenientes (la liberación de gas, la generación de ruido o el tamaño de la instalación necesaria entre otros).
La escoria cristalizada se produce enfriando mediante el rociado de agua la lechada fundida que se vierte sobre una solera. La solidificación y el enfriamiento de la escoria conducen a su fisuración. Este proceso es el primero que se llevó a cabo históricamente: solo requiere un pozo de almacenamiento de escoria fundida y un sistema de aspersores de agua. Su producción también consume solo pequeñas cantidades de agua. Sin embargo, generalmente se requiere una trituración secundaria para poder utilizar este material, cuya principal desventaja radica en su relativa heterogeneidad.
En la actualidad se tiende a transformar la lechada de alto horno en un material granulado, o eventualmente cristalizado. Dado que la menor cantidad de escoria producida por las acerías no hace rentable una instalación de granulación o peletización, las escorias de convertidores, hornos eléctricos o cucharones se suelen cristalizar.
Sin embargo, debe tenerse en cuenta que las escorias de acero, al atrapar ciertos compuestos o metales pesados, pueden ser muy contaminantes para el suelo, el agua e incluso la fauna en caso de ingestión después de esparcirse. Por ejemplo, se sabe que en Suecia murieron en 10 días 23 vacas de un rebaño de 98 por intoxicación aguda debida al vanadio procedente de un vertido de escoria metalúrgica.

### Utilización
Se pueden definir tres clases principales de uso de la escoria:
- Conglomerante hidráulico parcialmente sustitutivo del cemento
- Áridos (en componentes de productos tratados o no tratados)
- En forma de fertilizante y mejora de suelos

#### Uso como conglomerante hidráulico
Las escorias granuladas o peletizadas pueden desarrollar un fraguado hidráulico lento bajo el efecto de un agente activador (clinker o cal). Después de una molienda fina (3500 a 4500 blaines) con secado simultáneo, encuentran sus usos como componente principal o secundario del cemento.
Estas escorias granuladas trituradas de alto horno, denominadas GGBS o GGBFS (Ground granulated blast-furnace slag), forman parte de la composición de cementos, clínker y adiciones (escorias, cenizas volantes, calizas y otros).

#### Uso como áridos
El uso en forma de áridos es menos rentable que el uso en forma de conglomerante hidráulico. Sin embargo, todos los tipos de escorias cristalizadas se pueden utilizar en forma de áridos.
El uso de lechada de alto horno cristalizada se reconoce en dos formas:
- Producida en fresco: la lechada se enfría a la salida del alto horno y se tritura sobre la marcha
- Después de acumularse en una escombrera: este almacenamiento puede dar lugar a la heterogeneidad del material, especialmente en caso de un control deficiente de los suministros.

En ambos casos, es remarcable el uso de estos agregados para:
- En bruto y sin procesar (GNT)
- Como grava tratada a partir de escoria granulada
- En mezclas con ligantes asfálticos para firmes de carretera

El uso de lechadas procedentes de hornos eléctricos es más reciente, pero cada vez se está empleando más debido a la desaparición paulatina de los altos hornos y a la utilización cada vez más desarrollada de la escoria de alto horno granulada molida, ya sea como componente del cemento o como adición al hormigón como sustituto del cemento. Hay que tener cuidado con las distintas denominaciones de las escorias: bajo la denominación de escorias eléctricas se pueden encontrar las lechadas producidas en la siderurgia con cucharón (en la que los aceros se afinan para darles los matices deseados), que pueden contener porcentajes considerables de metales pesados. Sin embargo, las restricciones normativas actuales que rigen su comercialización garantizan su seguridad sanitaria y medioambiental.
El uso de estos agregados puede abarcar las siguientes formas:
- En bruto sin procesar (GNT)
- En forma de grava elaborada a partir de escoria granulada
- En mezclas con ligantes asfálticos para firmes de carretera y en capas para el saneamiento de suelos

La escoria peletizada también ha conocido otras dos formas de uso gracias a sus características de baja densidad, favorables para la confección de hormigones ligeros:
- En la fabricación de hormigón aligerado para reducir el efecto del peso en edificios de gran altura, principalmente en los Estados Unidos (como en el caso de la sede de General Motors)[20]
- En la fabricación de bloques de mampuestos con granulometrías de 0/4 mm para arena y 4/20 para la grava.

El uso de escorias de acería con convertidor de oxígeno es todavía experimental y exclusivamente en áridos sueltos. De hecho, no es raro encontrar nódulos de cal que tienen la posibilidad de hidratarse más tarde. Esto da como resultado un hinchamiento que puede producirse tras la aplicación de esta escoria, y que provoca el deterioro del pavimento.
Se utilizan varios métodos para evitar el riesgo de fenómenos de expansión debido a la hidratación de la cal:
- Curado al aire libre del material: que se extiende al aire libre y se hidrata bajo el efecto de la lluvia o por humidificación artificial. Este método requiere áreas de almacenamiento considerables, en particular, si para optimizar este método, el material se extiende con un espesor bajo que permita el escurrimiento del agua desde la superficie hasta la solera
- Curado acelerado en autoclaves: este método requiere cantidades significativas de energía, pero se usa en países pobres en materiales naturales (como por ejemplo, en los Países Bajos)
- Seguimiento de la escoria desde la colada hasta la transformación en áridos: algunas acerías pueden, a través de los análisis químicos que realizan sobre la escoria (directamente ligados a la calidad del acero producido), clasificar sus lechadas como materiales que pueden o no ser recuperables como áridos mediante un sistema de trazabilidad.

Su empleo no se ha generalizado, pero esa riqueza en cal que frena su uso como áridos, favorece su uso como producto de tratamiento de suelos en obra o como activador en ligantes hidráulicos (prEN 13282-2). Esta pluralidad de posibles usos, en función del contenido de cal, justifica cada vez más la implantación de sistemas de seguimiento (trazabilidad) en las cadenas de producción.

#### Uso como fertilizante y mejora de suelos
El mineral de hierro de Lorena, una mena pobre y que contenía mucho fósforo, generaba una fundición que había que desfosforar en el convertidor Thomas. La lechada obtenida entonces, rica en P
2O
5, es un excelente fertilizante. El ácido fosfórico que contiene se presenta esencialmente en forma de fosfato tetracálcico (4CaO.P
2O
5): la molienda fina (160 µ) y el paso por una malla (de 630 µ) era suficiente para que la escoria fuese asimilable por la vegetación. Los suelos arenosos y ácidos son tratados con escoria básica y dopados con fósforo.
Aunque Sidney Thomas predijo que "por risible que sea la idea, estoy convencido de que al final, teniendo en cuenta los costes de producción, el acero será el subproducto, y el fósforo el producto principal", la comercialización de la escoria Thomas siguió siendo una actividad marginal. La predicción de Thomas solo se hizo realidad, brevemente, hacia el final del Segunda Guerra Mundial.
Si bien la escoria producida por los convertidores se usa a veces como fertilizante, el abandono de minerales ricos en fósforo, como el denominado minette lorraine, hace que este sector sea menos atractivo. Finalmente, la efectividad de los fertilizantes modernos acabó con el interés por este producto.

#### Otros usos
El alto contenido de sílice de las lechadas las convierte en materia prima para la fabricación de vidrio. Este uso está reservado para las lechadas granuladas más puras, es decir,las procedentes de un alto horno. Es necesario tomar precauciones para evitar cualquier contaminación (como escombros o polvo) durante el almacenamiento o el transporte.

### Producción
La producción francesa de agregados de lechada alcanzó en Francia (año 2005) las 2,080,000 toneladas, con un valor de 51,847,000 euros, fabricados por diez empresas distintas.
La producción de 2009 muestra una fuerte evolución de los usos:
- Reducción en el uso de la escoria de alto horno, que es mejor valorada como ligante o como componente de conglomerantes hidráulicos
- Uso cada vez más masivo de escoria de acero ya que, sobre una producción bruta (para las 25 siderúrgicas francesas) de:
  - 2,3 millones de toneladas de escoria de alto horno
  - 1,6 millones de toneladas de escorias de acería (52% de acería de convertidores y 48% de acerías eléctricas)

Los volúmenes utilizados en los áridos representan respectivamente:
- 440 000 tm de escoria de alto horno (19% de la producción anual)
- 400 000 tm de escorias de acería de conversión (46% de la producción anual)
- 492 000 tm de escorias de acería eléctrica

Este desarrollo en su uso se debe principalmente a:
- La profesionalización de los canales de recuperación, con la implantación de planes de aseguramiento de la calidad
- La reciente consideración de la noción de desarrollo sostenible (ahorro de recursos naturales, minimización del transporte necesario y de su impacto ambiental)

## Riesgos

### Riesgos para el hombre
El líquido de lixiviación residual (lixiviado o percolado) de las escorias es muy alcalino, pudiendo alcanzar un pH de 12. Por lo tanto, se recomienda la adopción de una protección adecuada para los trabajadores expuestos según la naturaleza del trabajo (gafas de seguridad, guantes, viseras o ropa de protección).
Se ha estudiado el riesgo de irritación y sensibilización de los metales y un artículo de 2014, relativo a un experimento in vitro e in vivo con animales (cobayas y conejos blancos), demuestra que la escoria de los hornos eléctricos no es ni corrosiva ni irritante y no es responsable de la sensibilización de la piel (aparición de alergia). Las concentraciones de cromo hexavalente (CrVI) son bajas y serían incluso más bajas que en el cemento.
La presencia de carbonato de calcio (CaCO3) puede causar neumoconiosis por sobrecarga benigna con afección pulmonar (calicosis) sin deterioro de la función pulmonar o predisposición al cáncer o infección (tuberculosis).
La sílice libre cristalina causa neumoconiosis maligna (silicosis). La alta temperatura de calcinación de la tierra de diatomeas la transforma en sílice muy fibrogénica (tridimita y cristobalita). Sin embargo, los silicatos combinados con cationes metálicos son biológicamente menos reactivos (a excepción del asbesto y el talco). La sílice que se encuentra en la escoria está en forma de silicatos de cal.
Las lechadas como tales se consideran no peligrosas, aunque se recomienda el control médico de la función pulmonar (radiografías y/o espirometría) y la revaluación periódica de quienes las manipulan. Se pueden realizar mediciones biológicas (en la orina de los trabajadores expuestos) y atmosféricas (en el aire ambiente de los lugares de trabajo) de productos nocivos.
En ciertas aplicaciones y formulaciones, puede transformarse en un material peligroso. Por ejemplo, a veces se muele y se usa como aditivo para el hormigón proyectado. Este hormigón con lechada molida produce una capa más resistente a los iones, al agua salada y al fuego, mecánicamente muy resistente y con una huella de carbono más reducida. Pero su activación libera ácido sulfhídrico (H2S), una sustancia altamente tóxica. En 2019 se ha puesto en el mercado un activador en polvo, que no es alcalino, no retrasa el fraguado y elimina la producción de H2S, pero requiere una máquina especial de proyección (bomba dosificadora asociada a la bomba del hormigón).

### Riesgos ambientales
Las escorias son fuentes potenciales de liberación de metales pesados o, a veces, de radionúclidos.
Ocasionalmente, en presencia de azufre y de ciertas bacterias, puede aparecer un fenómeno autosostenible de fuerte acidificación del suelo, así como fenómenos de drenaje ácido de minas en zonas de escombreras, Este fenómeno puede ir acompañado de una alteración de las escorias, con la aparición de lixiviados que pueden provocar una liberación considerable de metales tóxicos que luego pueden dispersarse en el medio ambiente.
Los metales presentes en la escoria u otros contaminantes adsorbidos en esta misma escoria (como dioxinas o furanos) pueden contaminar el aire (emisiones de vapores durante la producción o polvo en suspensión en el aire). También pueden contaminar el agua y los suelos (a través de percolación y desorción, especialmente si las aguas son ácidas y bastante tibias o calientes). Estos fenómenos son comparables a los que ocurren a partir de los llamados deshechos industriales estabilizados.
Paradójicamente, determinados yacimientos muy contaminados por escorias metalúrgicas han sido clasificados y protegidos por las raras especies que albergan (algunas especies protegidas, denominadas metalofitas o ''metalresistentes) que conviene conservar porque contribuyen, hasta cierto punto, a la fitoestabilización de los contaminantes que, en su presencia, tienen menos probabilidades de ser movilizados por la erosión eólica o transportados por el agua. Este es el caso, por ejemplo, del complejo industrial de Mortagne-du-Nord en el norte de Francia, donde las escorias generadas por la compañía Usinor están siendo objeto de un seguimiento por el Laboratorio Central de la Escuela de Puentes y Caminos de París.